# Garden City, Alabama
Garden City là một thị trấn thuộc quận Cullman, tiểu bang Alabama, Hoa Kỳ. Dân số năm 2009 là 593 người, mật độ đạt 76 người/km².